# Diethylaminoschwefeltrifluorid
Diethylaminoschwefeltrifluorid (meist kurz als DAST bezeichnet) ist eine Organoschwefelverbindung.

## Gewinnung und Darstellung
Diethylaminoschwefeltrifluorid kann durch Reaktion von Diethylaminotrimethylsilan und Schwefeltetrafluorid gewonnen werden.
{\displaystyle \mathrm {Et_{2}NSiMe_{3}+SF_{4}\longrightarrow Et_{2}NSF_{3}+Me_{3}SiF} }

## Eigenschaften
Diethylaminoschwefeltrifluorid ist eine gelbe Flüssigkeit mit stechendem Geruch, die sich in Wasser und beim Erhitzen zersetzt; die Zersetzung beginnt bei etwa 50 °C und verläuft bei 90 °C stürmisch.

## Verwendung
Diethylaminoschwefeltrifluorid wird in der organischen Chemie als mildes Fluorierungsmittel verwendet. Mit seiner Hilfe können beispielsweise Alkohole und Aldehyde in die jeweiligen Mono- bzw. Difluoride überführt werden. Weiterhin ist es möglich, aus Thioethern oder Sulfoxiden die entsprechenden α-Fluorthioether zu synthetisieren. Teilweise ist dabei der Zusatz katalytischer Mengen Antimontrichlorid oder Zinkchlorid von Vorteil.
Es dient auch als Katalysator bei Friedel-Crafts-Allylierungen.

## Sicherheitshinweise
Bei Kontakt mit Wasser, beim Erhitzen über 90 °C und bei Destillation kann eine stürmische bis explosive Zersetzung auftreten. Sichere Handhabung ist nur unter 50 °C sowie in Lösung möglich. Bei Haut- oder Augenkontakt der brennbaren Flüssigkeit sind schwere Verätzungen möglich.